# Victoria Draves
Victoria Manalo Draves, née le 31 décembre 1924 à San Francisco  et décédée le 11 avril 2010 à Palm Springs, est une plongeuse américaine. Son père est philipin. Draves remporte aux Jeux olympiques de 1948 deux médailles d'or, l'une sur le tremplin  3 mètres et l'autre sur la plateforme de 10 mètres. Elle est la première femme à remporter deux médailles d'or aux Jeux olympiques. 
Elle meurt le 11 avril 2010, des suites d'un cancer du pancréas et d'une pneumonie.